# 若瑟·貝爾泰羅
若瑟·貝爾泰羅（義大利語：Giuseppe Bertello；1942年10月1日—）是一位義大利籍樞機及前任宗座梵蒂岡城國委員會主席。他在義大利弗里佐出生，2012年2月18日晉封樞機。。貝爾泰羅之所以擔任多項聖座大使職務，是因為貝爾泰羅曾在宗座傳教士學院就讀，學習了外交的技能，成為一名優秀的外交官。貝爾泰羅擁有神學博士學位和教會法法學博士學位。他曾為天主教會創下一個特別的紀錄：代表聖座訪問北韓首都平壤的第一位天主教神父。
2008年，貝爾泰羅樞機被義大利授予了第一級大十字騎士義大利共和國功績勳章。